# Бона Сфорца
Вижте пояснителната страница за други личности с името Бона.
Бона Сфорца Арагонска (на италиански: Bona Sforza d'Aragona; * 2 февруари 1494, Виджевано; † 19 ноември 1557, Замък Бари, Графство Бари) е херцогиня на Бари, принцеса на Росано, кралица на Йерусалим и чрез брак с полския крал Зигмунт I кралица на Полша.
Още докато Зигмунт I е жив, тя започва да упражнява силно влияние в управлението на Полското кралство, но поради своето високомерие и чужди маниери успява да отблъсне от себе си голяма част от полското дворянство. Като кралица на Полша е известна и с покровителството си над ренесансовото изкуство, което благодарение на нея започва да прониква силно в Полско-Литовската общност.

## Произход
Бона е дъщеря на Джан Галеацо Мария Сфорца (* 1469, † 1494), херцог на Милано, и на братовчедка му, неаполитанската принцеса Изабела Арагонска (* 1470, † 1524), от която Бона Сфорца наследява титлите „херцогиня на Бари“, „принцеса на Росано“ и „кралица на Йерусалим“. Нейни дядо и баба по бащина линия са миланският херцог Галеацо Мария Сфорца и Бона Савойска, а по майчина – Алфонсо II, крал на Неаполитанското кралство, и Иполита Мария Сфорца. Бона е и племенница на Бианка Мария Сфорца, императрица на Свещената Римска Империя.
Има един брат и две сестри:
- Франческо Мария „Херцогчето“ (* 1491, † 1512), граф на Павия (1491 – 1499), граф на Бари (1494 – 1512) и абат на Мармутие (1505 – 1512).
- Бианка († като малка)
- Иполита Мария (* 1493, † 1501), принцеса на Милано, сгодена за Фердинанд, херцог на Калабрия. Нейната преждевременна смърт на 8-годишна възраст има косвен принос за изчезването на херцогското семейство поради липса на наследници.

## Биография

### Детство и образование
Бона все още не е навършила една година, когато губи младия си баща, вероятно отровен от чичо си Лудовико Мавъра, който, вече неин регент по време на нейното непълнолетие, поема властта, поемайки титлата „херцог на Милано“. Изабела с дъщерите си Иполита и Бона се отдалечава от миланския двор през 1500 г., когато разбира, че опитите ѝ да бъдат признати правата на сина ѝ Франческо Мария Сфорца са напразни.
В Неапол и Бари Бона получава точно и многостранно образование, както е обичайно в ренесансовите дворове. Негов главен учител е хуманистът и поет Крисостомо Колона, член на Академия Пионтаниана, който в литературната област е вдъхновен от произведенията на Петрарка. В отсъствието на Колона има за учител (1503) Антонио Де Ферарис, лекар на майка ѝ Изабела Арагонска. Но за оформянето на нейната личност се грижи преди всичко нейната майка, която също е загрижена да осигури изгоден брак за дъщеря си и полезен за интересите на династията: през 1518 г., на 24-годишна възраст, Бона се омъжва в Неапол в Кастел Капуано за краля на Полша Зигмунт I Стари, 51-годишен вдовец на Барбара Заполска.

### Кралица на Полша
На 3 февруари 1518 г. Бона Сфорца напуска пристанището на Манфредония заедно със свитата си. Начело на това пътуване е Просперо Колона, благородник кондотиер, който също поръчва съставянето на историята за пътуването, написана от неаполитанеца Колантонио Карминяно, известен по това време като Партенопео Суавио.
Пристигайки в Полша, Бона е коронясана в Краков, където живее дворът, в който кралицата разпространява културата на Италианския ренесанс. Във външната политика тя следва политика на престиж: през 1525 г. Полша успява да направи Прусия неин васал, през 1533 г. тя сключва мирен договор с Османската империя, поддържа приятелски отношения с Литва, която през 1569 г. ще се обедини с Полша, и с Франция, в антиимперска функция, за да пази от всякакви експанзионистични политики на Хабсбургите и в същото време през 1543 г. жени сина си Зигмунт Август за принцеса Елизабет фон Хабсбург. Освен това поддържа приятелски отношения с Испания поради интересите си в Херцогство Бари.
Вътрешно Бона се стреми да укрепи кралската власт, организирайки собствена партия в двора, както и натрупвайки значително количество латифундии. Тя се бори срещу властта на благородниците, за да превърне Полша в модерна абсолютистка държава, следвайки примера на Франция, Испания и Англия: тъй като на благородниците е поверена задачата да изберат новия крал, през 1530 г., когато съпругът ѝ Зигмунт е още жив, нейният единствен син Зигмунт Август е коронясан, едва на десет години, без да се иска одобрението на благородниците, за да ги накара да разберат, че наследяването на трона трябва да следва династична линия. Благородниците само получават обещание, че в бъдеще няма да се извършва коронация докато кралят е още жив и без одобрението на Диетата на благородниците.

#### Религиозна политика
След като получава необходимите папски разрешения и със съгласието на Зигмунт I, Бона избира епископите, избрани от благородниците, при условие че служат вярно на суверена. Това е начин за осигуряване на услугите на епископи, които са по-малко верни на директивите на Рим и по-отдадени на каузата на Полската държава, както и начин за отнемане на властта от благородството, което тя се опитва да раздели чрез противопоставяне дребната аристокрация, което контролира диетата срещу голямата аристокрация на Сената.
В Полша населението не следва нито една религиозна деноминация: в допълнение към католическото мнозинство има православни, арменски християни и мюсюлмани на изток, лутерани на север, евреи и малки групи калвинисти и антитринитаристи, последните идват главно от Италия, за да избягат от преследване. Формално Бона е католичка, но не е сигурно дали наистина е отдадена на това изповедание, както на всяко друго: на своя изповедник, францисканеца Франческо Лизманини, тя подарява „Проповеди“ от Бернардино Окино – капуцинският генерал, който бяга от Италия първо в Швейцария и след това в Германия, и Лизманини, учител на сина ѝ Зигмунт Август, преподава в Институтициите на Калвин и в крайна сметка се придържа открито към Калвинизма. Лекарят на Бона Сфорца тогава е онзи Джорджо Биандрата, който по това време е, поне привидно, католик, но става открит антитринитарист.

### Отношения със сина ѝ Зигмунт II Август
След смъртта на Зигмунт I новият крал Зигмунт II Август е принуден да се бори срещу силното влияние на амбициозната си майка. Бона Сфорца има план чрез династическите бракове на децата си да обедини под своя власт почти цяла Католическа Европа. След смъртта на Елизабет през 1545 г. обаче, през 1547 г. Зигмунт Август, се жени, без нейно или на Полската диета знание, за Барбара Радживиловна, принадлежаща към семейство на литовската аристокрация, което няма политическа тежест в европейската панорама – брак, който, разглеждан от гледна точка на династическите и националните интереси, като че ли демонстрира политическата незрялост на младия крал. Вместо това Бона планира брака му с Анна д’Есте, дъщеря на херцог Ерколе и на Рене Френска, тясно свързана с френското кралско семейство като дъщеря на Луи XII – брак, който може да подпомогне усилията ѝ да възкачи на трона на Унгария нейната дъщеря Изабела и който би засилил интересите ѝ в Италия.
Възможно е обаче Зигмунт умишлено да е избягвал брак по интереси, в съответствие със собствените си морални принципи: известно е, че в библиотеката му има книги на Калвин и Еразъм Ротердамски. От Еразъм той притежава по-специално Institutio principis christiani, в който, наред с други неща, холандският хуманист осъжда браковете, сключени от владетелите, за да преследват собствените си политически интереси: „Принцовете трябва да избягват чужди съюзи и преди всичко да сключват бракове извън техните граници. Какъв е смисълът от споразумение, при което един брак внезапно превръща един ирландец във владетел на Индия или превръща един сириец в крал на Италия? Освен това кралските бракове не гарантират мир. Англия бе сключила брачен съюз с Шотландия и въпреки това Джеймс V нахлу в Англия“.
Нито парламентът на благородниците одобрява брака и се опитва да накара Зигмунт да се оттегли от предприетата стъпка чрез отказ или, алтернативно, чрез абдикация или дори като лиши съпругата си от правата ѝ на кралица. Всичко е напразно и Барбара е коронясана, без Бона Сфорца да присъства на церемонията.
Барбара се разболява много скоро, без надежда за възстановяване и в този момент Бона иска да се помири със снаха си: в едно от писмата си тя заявява, че „признава и почита Ваше светло височество като своя собствена дъщеря и любима снаха... молете се и се надявайте Господ Бог скоро да ви изцели“. Няма изцеление и Барбара Радживиловна умира в Краков едва 30-годишна на 8 май 1551 г., не преди да уреди да бъде погребана в родината си, във Вилнюс. Зигмунт Август се жени повторно две години по-късно за Катерина Австрийска, сестра на първата му съпруга Елизабет, но отново не успява да има деца, като по този начин довежда дома на Ягелоните до изчезване.
Бона застава начело на католическата опозиция в Полша срещу брака на краля с литовската калвинистка. Преждевременната смърт на Барбара поражда подозрения у Бона: в много случаи неуспехът да се установи истинската причина за смъртта кара да се повярва в намесата на отвари, прилагани в храната и напитките, и славата на „отровителите“, която заобикаля италианските принцове от XVI век, увеличават предположения. Освен това упражняваната от нея държавна дейност предизвиква недоволството на благородническата държава, която вижда в нея заплаха за властта си, още по-недопустима и унизителна, тъй като това е жена, която освен това изглежда авторитарна и гневна.
След разрастването на конфликта със сина ѝ Бона Сфорца започва да се чувства несигурна в Полша и пожелава да се завърне в родните си имения в Италия. След тридесет години управление през 1556 г. самата Бона решава да напусне Полша. Страхувайки се, че при заминаването си в Италия майка му ще разпилее огромното си състояние и ще разпродаде обширните си поземлени имения в Полша и Литва, Зигмунт II Август ѝ забранява да напуска страната. През 1556 г. Бона успява да напусне Полша, след като публично се отрича от собствеността над имотите си в кралството. Тя обаче отнася със себе си огромно парично състояние, възлизащо на над 420 000 дуката, които по-късно дава назаем на испанския крал Филип II.
След като напуска Полша, Бона се установява в родовото си имение в Бари.

### Последни години и смърт в Бари
Последният полски период на Бона Сфорца е белязан от нейния стремеж – по-късно разочарован, да бъде номинирана за вицекралица на Неапол от Хабсбургите: тази амбиция е документирана днес от писмата, разменени между нея и нейния дипломатически агент Помпео Ланца, който я представлява до края на 1554 г., заедно с посланик Папакода, в Брюксел при Карл V и по-късно до 1556 г. в Лондон при Мария Тюдор.
Старото ѝ херцогство е обедняло поради войните, водени от испанците срещу Франция: Филип II не се поколебава да заграби владенията ѝ. Именно поради тази причина и поради традиционната легенда за отровите, които циркулират в италианските дворове, след смъртта ѝ през ноември 1557 г. се ражда слухът за отравянето, извършено от нейния секретар Джан Лоренцо Папакода, действал в интересът на испанския крал Филип II. Кралят не иска да изплати огромния си дълг към Бона Сфорца. След нейната смърт Полша напразно се опитва да си върне парите ѝ от крал Филип II.
Ковчегът ѝ е пренесен в базиликата Сан Никола в Бари. Оставен без надзор в продължение на много часове, той е подпален от свещи и овъглените ѝ останки са погребани в неукрасен параклис. По-късно нейните деца Зигмунт II Август и Анна строят разкошна гробница, разположена зад главния олтар на базиликата, която и до днес е една от основните атракции за посетителите на Бари.

## Личен живот

### Външност
Бона е смятана за много грозна жена от младостта си, дотолкова че предложението (дадено от Неапол) за брак между нея и 14-годишния Федерико Гонзага дори не е взето под внимание от майка ѝ Изабела д’Есте, нито от архидякон Алесандро ди Габионета, който смята за грях да пожертва цветущата красота на младия Федерико за една „зряла и грозна“ жена като Бона. Последната от своя страна се опитва да разкраси лицето си чрез бижута и платове, но с малък успех, тъй като „нищо или малко я красеше“.

### Любовни връзки
По време на младостта си в Бари тя има за любовник младия Еторе Пинятели, най-големият син на Алесандро Пинятели (любовник на майка ѝ Изабела), който по-късно умира отровен от самата Бона, тъй като не иска да я последва в Полша и дори се е жени.
Останала вдовица от съпруга си, въпреки че вече беше на 50 г.. тя си взема за любовник Джовани Лоренцо Папакода, син на Франческо, който е избягал от двора на Неапол в Полша. След това се завръща в Бари именно по волята на последния, който той няма намерение да остава в Полша.

## Брак и потомство
∞ 1518 за Зигмунт I Стари (* 1 януари 1467, Коженице; † 1 април 1548, Краков), крал на Полша и велик княз на Литва в периода 1506 – 1548 г., от когото има двама сина и четири дъщери:
- Изабела Ягелонска (* 18 януари 1519, Краков; † 15 септември 1559, Алба-Юлия), ∞ 1559 за Янош Заполски, ставайки кралица на Унгария, а след смъртта му – регентка на Унгария. Има двама сина.

- Зигмунт II Август (* 1 август 1520, Краков, † 7 юли 1572, Книшин), крал на Полша и велик княз на Литва, първият владетел на Полско-Литовската общност; ∞ 1. 5 май 1543 за Елизабет Австрийска (* 9 юни 1526, † 15 юни 1545), най-възрастната дъщеря на император Фердинанд I и съпругата му Анна Ягелонина, от която няма деца 2. 28 юли/6 август 1547 за Барбара Радживиловна (* 6 декември 1520, † 8 май 1551), от която няма деца 3. 31 юли 1553 в Краков за Катерина Австрийска (* 15 септември или 25 септември 1533, † 28 февруари 1572), сестра на Елизабет Австрийска, от която няма деца
- София Ягелонска (* 13 юли 1522, Краков; † 28 май 1575, Шьонинген), чрез брак херцогиня на Брауншвайг-Люнебург, ∞ 22 февруари 1556 за Хайнрих II фон Брауншвайг-Волфенбютел-Люнебург през 1556 г., от когото няма деца.
- Анна I Ягелонска (* 18 октомври 1523, Краков, † 9 септември 1596, Варшава), чрез брак принцеса на Трансилвания; ∞ 1575 за Стефан Батори, от когото няма деца; избрана заедно с тогавашния си годеник Батори за съуправител на второто гласуване на Полско-литовската общност
- Катерина Ягелонска (* 1 ноември 1526, Краков; † 16 септември 1583, Стокхолм), чрез брак кралица на Швеция; ∞ 1562 за Йохан III от Швеция, от когото има един син и две дъщери
- Алберт Ягелонски (*/† 20 септември 1527)

- Зигмунт I Стари,
 крал и съпруг
- Зигмунт II Август,
 син
- София,
 дъщеря
- Анна I, 
дъщеря
- Катерина,
 дъщеря

## Бона Сфорца в литературата
- Dwie królowe (1884) – исторически роман на Йозеф Игнаци Крашевски (Józef Ignacy Kraszewski) от литературната поредица Dzieje Polski
- Il funerale della regina – роман на Ярослав Ивашкевич

## Генеалогия
|  |                           |  |  |  |  |  |  |  |  |  |  |  |  |
|  | Франциско I Сфорца        |  |  |  |  |  |  |  |  |  |  |  |  |
|  |                           |  |  |  |  |  |  |  |  |  |  |  |  |
|  |                           |  |  |  |  |  |  |  |  |  |  |  |  |
|  | Галеацо Мария Сфорца      |  |  |  |  |  |  |  |  |  |  |  |  |
|  |                           |  |  |  |  |  |  |  |  |  |  |  |  |
|  |                           |  |  |  |  |  |  |  |  |  |  |  |  |
|  | Бианка Мария Висконти     |  |  |  |  |  |  |  |  |  |  |  |  |
|  |                           |  |  |  |  |  |  |  |  |  |  |  |  |
|  |                           |  |  |  |  |  |  |  |  |  |  |  |  |
|  | Джан Галеацо Сфорца       |  |  |  |  |  |  |  |  |  |  |  |  |
|  |                           |  |  |  |  |  |  |  |  |  |  |  |  |
|  |                           |  |  |  |  |  |  |  |  |  |  |  |  |
|  | Лудовико I Савойски       |  |  |  |  |  |  |  |  |  |  |  |  |
|  |                           |  |  |  |  |  |  |  |  |  |  |  |  |
|  |                           |  |  |  |  |  |  |  |  |  |  |  |  |
|  | Бона Савойска             |  |  |  |  |  |  |  |  |  |  |  |  |
|  |                           |  |  |  |  |  |  |  |  |  |  |  |  |
|  |                           |  |  |  |  |  |  |  |  |  |  |  |  |
|  | Анна Лузигнан             |  |  |  |  |  |  |  |  |  |  |  |  |
|  |                           |  |  |  |  |  |  |  |  |  |  |  |  |
|  |                           |  |  |  |  |  |  |  |  |  |  |  |  |
|  | Бона Сфорца               |  |  |  |  |  |  |  |  |  |  |  |  |
|  |                           |  |  |  |  |  |  |  |  |  |  |  |  |
|  |                           |  |  |  |  |  |  |  |  |  |  |  |  |
|  | Фердинанд I Неаполитански |  |  |  |  |  |  |  |  |  |  |  |  |
|  |                           |  |  |  |  |  |  |  |  |  |  |  |  |
|  |                           |  |  |  |  |  |  |  |  |  |  |  |  |
|  | Алфонсо II Неаполитански  |  |  |  |  |  |  |  |  |  |  |  |  |
|  |                           |  |  |  |  |  |  |  |  |  |  |  |  |
|  |                           |  |  |  |  |  |  |  |  |  |  |  |  |
|  | Изабела Таранто           |  |  |  |  |  |  |  |  |  |  |  |  |
|  |                           |  |  |  |  |  |  |  |  |  |  |  |  |
|  |                           |  |  |  |  |  |  |  |  |  |  |  |  |
|  | Изабела Арагонска         |  |  |  |  |  |  |  |  |  |  |  |  |
|  |                           |  |  |  |  |  |  |  |  |  |  |  |  |
|  |                           |  |  |  |  |  |  |  |  |  |  |  |  |
|  | Франциско I Сфорца        |  |  |  |  |  |  |  |  |  |  |  |  |
|  |                           |  |  |  |  |  |  |  |  |  |  |  |  |
|  |                           |  |  |  |  |  |  |  |  |  |  |  |  |
|  | Иполита Мария Сфорца      |  |  |  |  |  |  |  |  |  |  |  |  |
|  |                           |  |  |  |  |  |  |  |  |  |  |  |  |
|  |                           |  |  |  |  |  |  |  |  |  |  |  |  |
|  | Бианка Мария Висконти     |  |  |  |  |  |  |  |  |  |  |  |  |
|  |                           |  |  |  |  |  |  |  |  |  |  |  |  |
|  |                           |  |  |  |  |  |  |  |  |  |  |  |  |